# Marshall Napier
Marshall Napier (Lower Hutt, Nueva Zelanda; 22 de octubre de 1951-Canberra, Australia; 14 de agosto de 2022)  fue un actor neozelandés, conocido por haber interpretado al sargento Fred Catteau en la serie Police Rescue y a Harry Ryan en la serie Mcleod's Daughters.

## Biografía
Marshall estaba casado con Beverly y tenía dos hijos, James Ruben Napier y la actriz Jessica Napier, con quien compartió créditos en la serie Mcleod's Daughters. Antes de convertirse en actor, estudió arte y trabajó de camionero.
Su sobrino es el actor James Napier, conocido por interpretar al ranger rojo Conner McKnight, en Power Rangers Dino Thunder.

## Carrera
Marshall participó en numerosas series de televisión, miniseries y películas. También escribió la obra de teatro Freak Winds, que es producida en Nueva York, Napier también actúa en ella.
Su primera participación en televisión fue en 1979 cuando se unió a la serie de televisión The Neville Purvis Family Show. Entre 1980 y 1987 apareció en Starlight Hotel, Came a Hot Friday donde interpretó a Sel Bishop, Lie of the Land, Dangerous Orphans, Pallet on the Floor como Joe Voot, Wild Horses, Warlords of the 21st Century, Carry Me Back, Goodbye Pork Pie, Bad Blood, y en Beyond Reasonable Doubt junto a Tony Barry.
En 1987 prestó su voz para interpretar a Hunk Murphy en Footrot Flats: The Dog's Tale.
En 1988, se trasladó con su esposa y sus dos hijos, a Australia, para seguir una carrera en la actuación y desde entonces ha trabajado en teatro, cine, televisión,  producciones y como escritor de obras de teatro.
Ese mismo año interpretó a Frank Le Mat en la película Georgia junto a Judy Davis, también apareció en The Clean Machine, en la serie de televisión Always Afternoon donde interpretó a Bill Kennon; la serie contaba la historia de los prisioneros de guerra alemanes quienes eran mantenidos en campamentos en el año 1915; Marshall trabajó con los actores alemanes Jochen Horst y Ben Becker.
En 1989 apareció en un episodio de la serie Mission: Impossible. De 1990 a 1999 trabajó en varias series y películas como Airtight, Blue Heelers donde interpretó a Jim Jamieson en dos episodios, The Sugar Factory donde interpretó al señor Berne, junto a Anthony Hayes y Sam Healy; también apareció en Meteorites como el Mayor Cass Cassidy, Diana & Me, Dead Heart, The Beast donde interpretó al Comandante Wallingford, Race the Sun, Stark, The Girl from Tomorrow Part Two: Tomorrow's End donde interpretó a Draco en dos episodios, Time Trax, Seven Deadly Sins, G.P., Flirting, The Big Steal junto a Ben Mendelsohn y Claudia Karvan, en la película interpreta a Desmond Clark; The Phantom Horsemen y The Grasscutter.
Desde 2000 hasta 2003 apareció en películas como: Bad Eggs, donde interpretó a Doug Gillespie, The Shirt, Stuffed Bunny junto a su hija Jessica; Black and White; también apareció en las series Stingers como Eddie Thomas, en la miniserie The Farm y en Head Start, donde interpretó a John Allott en cuatro episodios. En 2004 apareció en Sold Out. 
Desde 2001 hasta 2006 interpretó al testarudo Harry Ryan en la aclamada serie australiana Mcleod's Daughters, hasta que su personaje murió.
En 2002, junto a su hija Jessica Napier, ganaron 64 000 dólares en la versión australiana de ¿Quién quiere ser millonario?, los cuales donaron al "South Australian Animal Rights Group".
En 2009 apareció en un episodio de la serie Chandon Pictures, también interpretó a Tom en la película I'm Not Harry Jenson.
En 2011 apareció en la segunda película Underbelly Files: Tell Them Lucifer Was Here, derivada de la exitosa serie Underbelly donde interpretó al comisionado en jefe Neil Cormie.
En 2015 se unió al elenco de la segunda temporada de la serie Love Child donde dio vida a Greg Matheosn, el padre de la joven Gail Matheson (Tessa James), quien es internada en un hospital luego de ser encontrada lastimada y poco después muere por las heridas causadas por su padre.

## Filmografía

### Películas
| Año  | Título                                       | Personaje                | Notas                                                                                          |
| ---- | -------------------------------------------- | ------------------------ | ---------------------------------------------------------------------------------------------- |
| 2015 | Down Under                                   | Graham                   | junto a Lincoln Younes, Rahel Romahn, Alexander England y Damon Herriman                       |
| 2013 | Inside                                       | Doctor                   | junto a Shannon Ashlyn, Jonathan Lee Jones, Samuel Rushton y Robert Herriot                    |
| 2012 | Jack Irish: Black Tide                       | Padre Gorman             | junto a Guy Pearce, Marta Dusseldorp, Shane Jacobson, Roy Billing y Aaron Pedersen             |
| 2012 | Jack Irish: Bad Debts                        | Padre Gorman             | junto a Guy Pearce, Anthony Hayes, Roy Billing, Aaron Pedersen y Fletcher Humphrys             |
| 2011 | Underbelly Files: Tell Them Lucifer Was Here | Neil Cormie              | junto a Paul O'Brien, Todd Lasance, Ditch Davey y Brett Climo                                  |
| 2011 | Panic at Rock Island                         | Paul Thorpe              | junto a Grant Bowler, Viva Bianca, Zoe Cramond, Vince Colosimo y Damian Walshe-Howling         |
| 2010 | Griff the Invisible                          | Benson                   | junto a Ryan Kwanten, Maeve Dermody, Toby Schmitz y Anthony Phelan                             |
| 2010 | I Love You Too                               | Mecánico                 | junto a Bridie Carter                                                                          |
| 2009 | The Clinic                                   | Oficial Underwood        | junto a Tabrett Bethell, Andy Whitfield y Freya Stafford                                       |
| 2009 | I'm Not Harry Jenson                         | Tom                      | junto a James Napier y Gareth Reeves                                                           |
| 2007 | The Water Horse                              | Sargento Strunk          | -                                                                                              |
| 2004 | Get Rich Quick                               | Turf O'Keefe             | junto a Anthony Hayes, Danny Adcock, David Woodley, Alex Blias y Jason Clarke                  |
| 2004 | Sold Out                                     | -                        | corto - junto a Ewen Leslie                                                                    |
| 2003 | Bad Eggs                                     | Doug Gillespie           | junto a Mick Molloy, Sancia Robinson, Steven Vidler, Shaun Micallef y Nicholas Bell            |
| 2003 | Travelling Light                             | Don Ferris               | junto a Sacha Horler, Anna Torv, Tim Draxl, Kestie Morassi y Pia Miranda                       |
| 2002 | Stuffed Bunny                                | Padre                    | corto - junto a Ryan Johnson, Russell Dykstra, Michael Dorman y Chris Haywood                  |
| 2002 | Black and White                              | Warder                   | junto a Robert Carlyle, Colin Friels, Ben Mendelsohn, Chris Haywood y Roy Billing              |
| 2002 | New Skin                                     | Capitán Jip              | junto a Jessica Napier y Anthony Hayes                                                         |
| 2001 | My Husband My Killer                         | John Radij               | junto a Colin Friels, Bridie Carter y Abi Tucker                                               |
| 2000 | Muggers                                      | Sharon                   | junto a Jason Barry, Rob Carlton, Chris Haywood y Matt Day                                     |
| 1999 | In a Savage Land                             | Sir Geoffrey Hallerton   | junto a Rufus Sewell, John Howard y Max Cullen                                                 |
| 1999 | Strange Planet                               | Robert                   | junto a Naomi Watts, Claudia Karvan, Aaron Jeffrey, Hugo Weaving y Felix Williamson            |
| 1998 | The Sugar Factory                            | Mr. Berne                | junto a Anthony Hayes, John Waters, Matt Day, Sam Healy y Helen Dallimore                      |
| 1996 | Dead Heart                                   | Sargento Oakes           | junto a Bryan Brown, Angie Milliken, Lewis Fitz-Gerald, Aaron Pedersen y John Jarratt          |
| 1996 | Children of the Revolution                   | Brendan Shaw             | junto a Judy Davis, Sam Neill, Richard Roxburgh, Rachel Griffiths, Geoffrey Rush y Roy Billing |
| 1996 | The Beast                                    | Comandante Wallingford   | junto a William Petersen, Matt Day, Robert Mammone y Les Hill                                  |
| 1995 | Babe                                         | Presidente de los Jueces | junto a James Cromwell y Magda Szubanski                                                       |
| 1994 | Lucky Break                                  | George LePine            | junto a Anthony LaPaglia, Rebecca Gibney, Jacek Koman y Gia Carides                            |
| 1994 | Halifax f.p: Lies of the Mind                | Dale Counahan            | junto a Richard Roxburgh y Jacqueline McKenzie                                                 |
| 1990 | The Big Steal                                | Desmond Clark            | junto a Ben Mendelsohn, Claudia Karvan, Steve Bisley y Damon Herriman                          |
| 1990 | The Phantom Horsemen                         | Capitán Johnson          | junto a Beth Buchanan, Bryan Marshall, Antoinette Byron y John Bonney                          |
| 1988 | The Navigator: A Mediaeval Odyssey           | Searle                   | junto a Bruce Lyons, Chris Haywood y Noel Appleby                                              |
| 1988 | The Clean Machine                            | Keith Reid               | junto a Grigor Taylor, Ed Devereaux, Steve Bisley, Robert Taylor y Richard Carter              |
| 1985 | Came a Hot Friday                            | Sel Bishop               | junto a Peter Bland, Phillip Gordon, Michael Lawrence y Roy Billing                            |
| 1982 | Beyond Reasonable Doubt                      | Oficial Wyllie           | junto a David Hemmings, John Hargreaves, Tony Barry y Roy Billing                              |

### Series de televisión
| Año         | Título                                          | Personaje                    | Notas                                  |
| ----------- | ----------------------------------------------- | ---------------------------- | -------------------------------------- |
| 2016        | Janet King                                      | Magistrado Schaeffer         | episodio "The Long Goodbye"            |
| 2015        | Love Child                                      | Gregory "Greg" Matheson      | 7 episodios                            |
| 2014        | The Moodys                                      | Howard Benson                | 3 episodios                            |
| 2014        | Auckland Daze                                   | Arnold                       | episodio # 2.4                         |
| 2012        | Rake                                            | Abogado Acusador             | episodio "R v Wooldridge & Anor"       |
| 2007 - 2010 | City Homicide                                   | Wilton Sparkes               | 11 episodios                           |
| 2009        | Chandon Pictures                                | Basil                        | episodio "The Man with the Dancing Fi" |
| 2001 - 2006 | Mcleod's Daughters                              | Harry "Carl Weatherdon" Ryan | 80 episodios                           |
| 2001        | Stingers                                        | Feud                         | episodio "Eddie Thomas"                |
| 2001        | Head Star                                       | John Allott                  | 4 episodios                            |
| 2001        | Farscape                                        | General Grynes               | episodio "Different Destinations"      |
| 1999 - 2001 | All Saints                                      | Ian Hanrahan                 | 3 episodios                            |
| 2001        | The Farm                                        | Peter Collins                | miniserie                              |
| 2000        | The Lost World                                  | Drakul                       | 2 episodios                            |
| 1996 - 1999 | Water Rats                                      | Joe Da Silva                 | 5 episodios                            |
| 1997 - 1999 | Blue Heelers                                    | Jim Jamieson                 | 2 episodios                            |
| 1993 - 1994 | Secrets                                         | Gary O'Leary                 | 13 episodios                           |
| 1993        | The Girl from Tomorrow Part Two: Tomorrow's End | Draco                        | 12 episodios                           |
| 1993        | Seven Deadly Sins                               | Brodie                       | miniserie                              |
| 1991 - 1992 | Police Rescue                                   | Sargento Fred "Frog" Catteau | 20 episodios                           |
| 1991 - 1992 | G.P.                                            | Stan Brodie                  | 2 episodios                            |

### Teatro
| Año        | Obra                                  | Personaje     | Director (a)      | Teatro              | Notas                                                       |
| ---------- | ------------------------------------- | ------------- | ----------------- | ------------------- | ----------------------------------------------------------- |
| 2016       | The Present                           | Ivan          | John Crowley      | Sydney Theatre      | junto a Cate Blanchett, Jacquie McKenzie y Richard Roxburgh |
| 2011       | Stainless Steel Rat                   | -             | Wayne Harrison    | -                   | junto a Caroline Craig, Glenn Hazeldine y Peter Phelps      |
| 2011       | In The Next Room or The Vibrator Play | -             | Pamela Rabe       | Sumner Theatre      | junto a Mandy McElhinney y Jacqueline McKenzie              |
| 2010       | The Power of Yes                      | -             | Sam Strong        | Belvoir St. Theatre | junto a Jonathan Elsom, Russell Kiefel y Rhys Muldoon       |
| 2009       | The Birthday Party                    | Goldberg      | Julian Meyrick    | Melbourne Theatre   | junto a Jada Alberts, Isaac Drandic y Gregory Fryer         |
| 2008       | Frost/Nixon                           | Richard Nixon | Roger Hodgman     | Melbourne Theatre   | junto a John Adam, Kat Stewart y Bruce Myles                |
| 2000, 2006 | Freak Winds                           | Ernest        | Marshall Napier   | Arclight Theatre    | junto a Tamara Lovatt-Smith y Damian de Montemas            |
| 2002       | Angel City                            | -             | Deborah Kennedy   | Old Fitz. Theatre   | junto a Tamara Cook y Damien Garvey                         |
| 1997       | The Herbal Bed                        | -             | Marion Potts      | -                   | junto a Justine Clarke, Angie Milliken y Sandy Winton       |
| 1996       | Speaking in Tongues                   | -             | Ros Horin         | Griffin Theatre     | junto a Elaine Hudson, Glenda Linscott y Geoff Morrell      |
| 1996       | Simpatico                             | Carter        | David Berthold    | Sydney Theatre      | junto a Deborah Kennedy, Greta Scacchi y Jonathan Hardy     |
| 1996       | A View from the Bridge                | Eddie         | Adam Cook         | Belvoir St. Theatre | junto a Gillian Jones, Essie Davis y Mitchell Butel         |
| 1994       | All Souls                             | Joe           | Ros Horin         | Stables Theatre     | junto a Jeanette Cronin, Celia Ireland y Jeremy Sims        |
| 1991       | Diving for Pearls                     | Den           | Katherine Thomson | Belvoir St. Theatre | junto a Robyn Nevin y Jeanette Cronin                       |
| -          | Tooth of Crime                        | -             | -                 | -                   | -                                                           |
| -          | Marat/Sade                            | -             | -                 | -                   | -                                                           |
| -          | The Duchess of Malfi                  | -             | -                 | -                   | -                                                           |
| -          | Waiting for Godot                     | -             | -                 | -                   | -                                                           |

- Apariciones.:

| Año  | Programa                                | Notas                                          |
| ---- | --------------------------------------- | ---------------------------------------------- |
| 2006 | Eyes of the Tiger: Diary of a Dirty War | narrador                                       |
| 2003 | Over Easy: On Location with "Bad Eggs"  | -                                              |
| 2002 | Who Wants to Be a Millionaire           | Ganó, participó junto a su hija Jessica Napier |